# لواء شهداء إدلب
لواء شهداء إدلب هي جماعة ثورية مسلحة حاربت الميليشات السورية البائدة في محافظة إدلب السورية. عمل لأول مرة تحت اسم كتيبة شهداء ادلب ، لكنه غير اسمه بحلول يونيو 2012. كان ائتلاف فضفاض يضم قوات محلية، معظمها من المدنيين السوريين المسلحين الذين انضموا إلى الانتفاضة وكان به بعض الضباط المنشقين .

## التاريخ
كان مقر الجماعة في محافظة إدلب وكانت معنية أساسا بمحاولة طرد القو ات الحكومية من إدلب، مع قيام لواء شهداء إدلب بالادعاء بأن هم، وليس الجيش السوري الحر المجهزين بصورة أفضل، يقومون بمعظم القتال في محافظة إدلب. يبدو أن اللواء لم ينشط إلا في محافظة إدلب.
إحدى المشاكل الرئيسية التي واجهتها الجماعة تمثلت في أنه كان من الصعب للغاية تأمين الأسلحة والذخيرة. هذا بدوره أعاق بشدة تجنيدها وقدرتها على شن هجمات على قوات الحكومة السورية. وادعت الجماعة أن أكثر من 7,100 شخصا كانوا على استعداد للانضمام إلى الجماعة ولكنهم منعوا من ذلك بسبب نقص الأسلحة والمعدات. أسفر هذا النقص عن زيادة تركيز الجماعة على التفجيرات التي تجري على جانب الطرق باستخدام قنابل أرخص، محلية الصنع، لمحاربة الحكومة.
كما رفضت الجماعة الالتزام بوقف إطلاق النار بوساطة من كوفي أنان، حيث قال المتحدث باسم الجماعة هيثم قضيماتي أن أي هدوء في القتال من جانبهم لن يكون إلا بسبب نقص الأسلحة.
في 5 نوفمبر 2012، قتل قائد لواء شهداء إدلب باسل عيسى مع ما لا يقل عن 20 متمردا آخرين في غارة جوية للقوات الجوية السورية.
في 9 ديسمبر 2013، شكل لواء شهداء إدلب إلى جانب 13 جماعة متمردة أخرى جبهة ثوار سوريا. في سبتمبر 2014 اندلع النزاع بين جبهة ثوار سوريا وجبهة النصرة في محافظة إدلب. وقتل عدد من مقاتلي لواء شهداء إدلب في القتال.